# Lukáš Kohout
Lukáš Kohout (* 27. August 1983 in Most) ist ein tschechischer Betrüger, Hochstapler und Politiker.
Im Jahr 2002 reiste er als vorgeblicher Assistent des Präsidenten der Generalversammlung der UN Jan Kavan durch die Welt und ließ sich unter Vorspiegelung dieser falschen Tatsache Flüge zu exotischen Reisezielen finanzieren. Außerdem betätigt er sich als Organisator rechtsextrem orientierter Demonstrationen, die sich gegen in Nordböhmen ansässige Roma richten.

## Leben
Lukáš Kohout wuchs in Varnsdorf auf und besuchte zusammen mit Romakindern eine Sonderschule. Er kennt bis heute viele Varnsdorfer Roma persönlich. Er erlernte den Beruf des Kellners bzw. Kochs. Kohout wurde von seiner damaligen Ehefrau zugunsten eines Mannes verlassen, der der Minderheit der Roma angehört. Seine Partnerin ist mit offen rechtsextremen Äußerungen an die Öffentlichkeit getreten – mit T-Shirt-Aufschriften wie auch in einem interview mit dem Fernsehkanal Prima.

## Betrügerische Aktivitäten
- 2002: Kohout reiste als vorgeblicher Assistent des Präsidenten der Generalversammlung der UN Jan Kavan durch die Welt und ließ sich und seinen Freunden unter Vorspiegelung dieser falschen Tatsache Flüge u. a. nach Thailand, den Malediven und nach Südafrika sowie Hotelzimmer finanzieren. Er schädigte damit den tschechischen Staat um 2,6 Millionen tschechische Kronen. Kohout wurde dafür 2005 auf Bewährung und zu 250 Stunden gemeinnütziger Arbeit verurteilt. Der Staatsanwalt legte Berufung ein und forderte eine härtere Strafe.[2][3] Kohout leistete diese gemeinnützige Arbeit nicht ab und wurde dafür mit 125 Tagen Haft bestraft. Der Fall wurde wiederholt an unterschiedlichen Gerichte verhandelt. Das Prager Bezirksgericht 1 verurteilte ihn zuletzt 2011 zu 28 Monaten Haft wegen Betrugs und wegen Verstößen gegen die Bewährungsauflagen. Der Fall ist jedoch immer noch nicht komplett abgeschlossen. Kohout wird im Herbst 2014 eine 10-monatige Haft antreten.[6][7]
- 2007: Kohout fälschte eine E-Mail, die er unter dem Namen der christdemokratischen Senatsfraktion versandte (KDU-ČSL). Diese enthielt eine Rücktrittsforderung an Jiří Čunek, den Chef dieser Partei.[8]
- 2004: Im Jahr 2004 gab Kohout sich als Sprecher des Teknivals CzechTek aus, eines Festivals, dessen Organisatoren nie mit den Medien in Kontakt traten.[3]
- 2011: Kohout unterwanderte die Jungen Sozialdemokraten von Varnsdorf, die Jugendorganisation der Sozialdemokratischen Partei. Er wurde später enttarnt.[1]
- 2011: Verhaftung wegen Betrug und Verletzung von Persönlichkeitsrechten, weil Kohout unter dem Namen einer anderen Person Computer und Laptops gekauft hat, die er nicht bezahlt hat. Der Schaden beträgt 35000 Tschechische Kronen.[4]
- 2014: Kohout sagt von sich, er kandidiere als Bürgermeister in Varnsdorf. Auf der zu diesem Zweck eingerichteten Website zitierte er bekannte tschechische Persönlichkeiten wie den tschechischen Botschafter in der Türkei Václav Hubinger, Lucie Slavíková Boucher, Gründerin von Schulen ohne Grenzen, Emília Vašáryová, Miloš Šuchma, Besedy Slovan und Květa Vitvarová mit Aussagen, die ihn in seiner Kandidatur unterstützen sollen. Die zitierten Personen bezeichneten die Zitate als falsch und distanzierten sich davon.[7]

## Politische Aktivitäten
- Nachdem er bei den Varnsdorfer Jungen Sozialdemokraten enttarnt wurde, wurde er Mitglied der Partei Unie svobody – Demokratická unie, einer liberal-konservativen Partei, in deren Prager Ortsgruppe.
- Kohout organisiert seit 2011 Demonstrationen gegen ortsansässige Roma im strukturschwachen Schluckenauer Zipfel und anderen nordböhmischen Orten wie z. B. in Děčín unter Motti wie "Wir haben Varnsdorf überlebt, wir werden alles überleben" oder "Der Topf läuft über". Er entwickelte sich so zu einer führenden Figur der rechtsextremistischen romafeindlichen Bewegung in Nordböhmen und besonders in Varnsdorf.[9][10][11]
- 2014: Kohout organisierte für den 13. August eine Antiromademonstration in Děčín.
- 2014: Auf seiner eigens zur Varnsdorfer Bürgermeisterkandidatur eingerichteten Website platzierte er rassistische und weitere abwertende Aussagen gegenüber tschechischen Roma, die u. a. das KZ Lety  und die Vorgänge um den Umgang damit in der Gegenwart betreffen.[7]

## Kohout in der Popkultur
- Der tschechische Film Bobule (2006) des Regisseurs Tomas Barina beruht teilweise auf der Betrugsgeschichte von Lukáš Kohout als vorgeblicher Assistent des Präsidenten der Generalversammlung der UN Jan Kavan.